# Nationaler Orden vom Kreuz des Südens

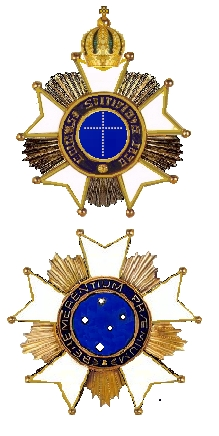
Orden Kreuz des Südens, 1. und 2. Modell

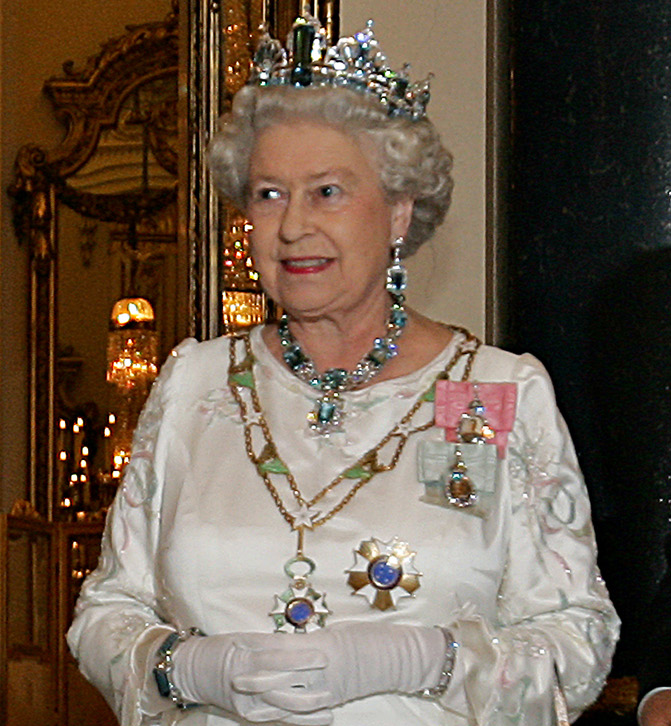
Königin Elizabeth II. mit Orden Kreuz des Südens

Der Nationale Orden vom Kreuz des Südens (amtlich portugiesisch Ordem Nacional do Cruzeiro do Sul) ist der höchste Verdienstorden Brasiliens für Ausländer und wurde am 5. Dezember 1932 von Präsident Getúlio Dornelles Vargas eingerichtet. Der Orden wird vom Großmeister des Ordens, dem Präsidenten der Republik, verliehen.
Vargas nahm nach über 40-jähriger Unterbrechung diesen Verdienstorden, ursprünglich als Ordem Imperial do Cruzeiro gestiftet von Kaiser Dom Pedro I. von Brasilien am 1. Dezember 1822 und 1889 beendet mit der Ausrufung der Republik, wieder in das brasilianische Ordenswesen auf.

## Ordensklassen
Der Orden besteht aus sechs Klassen.
- Collane (Grande Colar)
- Großkreuz (Grã-Cruz)
- Großoffizier (Grande Oficial)
- Kommandeur (Comendador)
- Offizier (Oficial)
- Ritter (Cavaleiro)

## Ordensdekoration

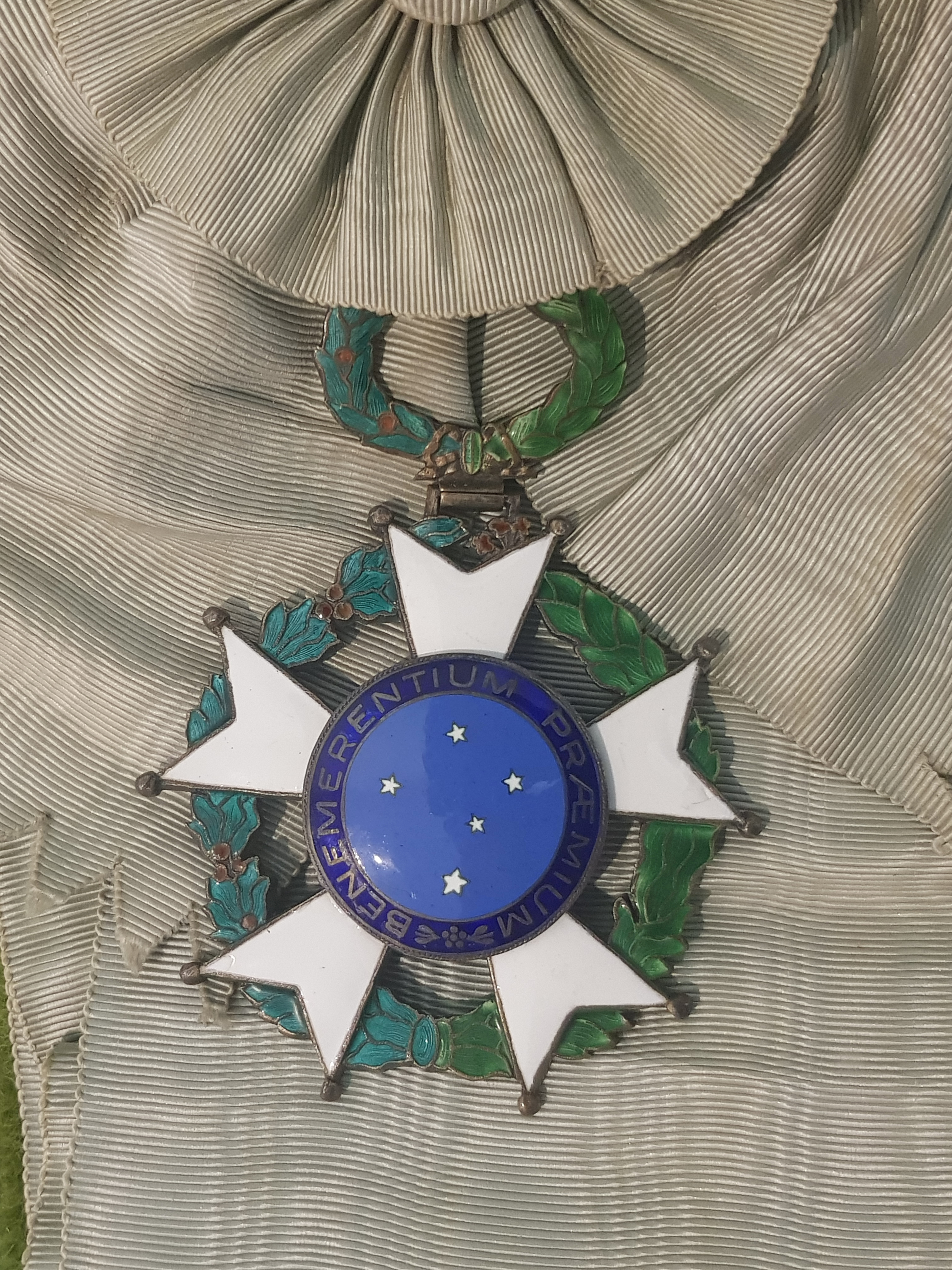
Großkreuz. Zusätzlich zum gezeigten Abzeichen am Band wird in dieser Kategorie ein Bruststern verliehen.

Das Ordenszeichen ist ein weiß-emailliertes fünfarmiges zehnspitzige Kreuz mit goldener Randfassung und kleinen goldenen Kügelchen auf den Kreuzspitzen. Ein grün emaillierter Lorbeerkranz ist in den fünf Kreuzwinkeln sichtbar, da das Kreuz auf den Kranz gelegt ist. Über allem schwebte bis zum Ende der Monarchie die brasilianische Kaiserkrone. An dieser ist ein Tragering befestigt. Im mittigen runden, goldenen Medaillon ist auf der Vorderseite in Gold das Bild des Stifters geprägt. Das Medaillon ist mit einem dunkelblauen Ring eingefasst und wird von der goldenen Devise umgeben Petrus, Brasiliae Imperator. Die Medaillonrückseite zeigt auf hellblauer Emaille das aus weißen Sternen gebildete Sternbild Kreuz des Südens, das auch namensgebend war. Die Inschrift im dunkelblauen Ring ist hier Praemium bene Merentium.

## Ordensband
Das einfarbig blaue Ordensband wird bei der I. Klasse (Großkreuz) über die rechte Schulter nach links getragen. Männlicher Großoffizier und Komtur tragen den Orden als Halsorden, Offizier und Ritter als Schnalle auf der linken Brust. Frauen tragen den Ordens der Klassen III-VI als Schleife über der linken Brust, Klassen I und II wie oben.
Groß- und Großoffizierskreuz werden ergänzt durch einen auf der linken Brust getragenen, goldenen, fünfstrahligen Ordensstern. Sternmedaillon und Ordensmedaillonrückseite sind gleich. Die Krone über dem Zusatzstern war golden.

## Bekannte Träger
Großkreuz mit Collane:
- die britische Königin Elisabeth II., 1968
- António Ramalho Eanes, 1978,[3] erster demokratisch gewählter Präsident von Portugal
- König Karl XVI. Gustav von Schweden, 1984[3]
- Xanana Gusmão, Premierminister Osttimors, 2002[3]
- Horacio Cartes, paraguayischer Präsident, 2017[4]

Großkreuz:
- Konrad Adenauer, deutscher Bundeskanzler, Juli 1953[5]
- Che Guevara, verliehen am 20. August 1961 vom brasilianischen Präsidenten Jânio da Silva Quadros
- Hans Filbinger, 1978[3]
- Carlos Enrique Rodado Noriega, 1982,[3] kolumbianischer Wissenschaftler
- Benjamin Netanjahu, israelischer Ministerpräsident, 2019[6][7]

Großoffizier:
- Hermann Mathias Görgen, 1988[3]
- Hans-Olaf Henkel, 2002,[3] deutscher Manager, Publizist und Politiker

Kommandeur:
- Daisaku Ikeda, Präsident der Soka Gakkai International, 1990[3]
- Wolfgang G. Müller, 1995[3]
- Helmut Feldmann, bis 1997 Vorstandsmitglied des Romanischen Seminars und Portugiesisch-Brasilianischen Instituts an der Universität Köln, 2002[8]
- Gunther Teubner, 2016[9]
- Berthold Zilly, deutscher Brasilianist, 2002[3]
- Stefan Zweig (posthum, 2017)[10][11]

Offizier:
- Marius Mautner Markhof, österreichischer Bankier und Industrieller, Präsident der Österreichisch-Brasilianischen Gesellschaft Wien, 1973[3]
- Daniel Vasella, 2000,[3] Schweizer Pharmamanager

Ordensklasse nicht bekannt:
- Josip Broz Tito, 1963

## Sonstiges
Einen Orden namens „Kreuz des Südens“ gibt es auch bei den Schlaraffen.